# Navosoma luctuosum
Navosoma luctuosum är en skalbaggsart som först beskrevs av Carl Johan Schönherr 1817.  Navosoma luctuosum ingår i släktet Navosoma och familjen långhorningar.
Artens utbredningsområde är:
- Paraguay.
- Uruguay.

Inga underarter finns listade i Catalogue of Life.